# Zdeněk Kotouš
Zdeněk Kotouš (* 28. srpna 1966) je český politik ČSSD, v letech 2007-2010 poslanec Parlamentu ČR.

## Biografie
V komunálních volbách roku 1994, komunálních volbách roku 2002 a komunálních volbách roku 2006 neúspěšně kandidoval do zastupitelstva města Kostelec nad Černými lesy za ČSSD. Profesně se uvádí jako podnikatel. V roce 2007 se uvádí jako předseda Okresního výkonného výboru ČSSD Kolín a jednatel stavební firmy z Kostelce nad Černými Lesy.
Ve volbách v roce 2006 kandidoval do poslanecké sněmovny za ČSSD (volební obvod Středočeský kraj). Nebyl zvolen, ale do sněmovny nastoupil dodatečně v lednu 2007 jako náhradník. Poslanec František Vnouček, který byl dlouhodobě nemocný, tehdy narychlo rezignoval na poslanecký mandát, protože ČSSD chtěla před hlasováním o důvěře vládě Mirka Topolánka a dalšími klíčovými hlasováními maximalizovat počet svých hlasujících poslanců. Kotouš se tehdy uvádí jako podnikatel ve stavebnictví. Byl členem sněmovního petičního výboru. Ve sněmovně setrval do voleb roku 2010.